# Goppenstein
Goppenstein is een Zwitsers dorp in het Lötschental, op het grondgebied van de gemeente Ferden, in het kanton Wallis.
Het dorp bevindt zich op een hoogte van 1216 m. De Lonza stroomt langs het dorp.
In Goppenstein bevindt zich de zuidelijke ingang van de Lötschbergtunnel, onderdeel van de spoorlijn Spiez - Brig. In het station Goppenstein is een Autoverlad waar wagens vanuit de Rhônevallei de trein op kunnen rijden en door de tunnel vervoerd worden tot Kandersteg in Berner Oberland.
Het dorp is ook de enige toegang tot het Lötschental.
Aan het station Goppenstein vertrekken meerdere postbuslijnen van PostAuto, meer bepaald naar Blatten in het Lötschental, Gampel en Steg.
De bouw van de Lötschbergtunnel was cruciaal in de ontwikkeling van het dorp. Nooit kende het dorp meer inwoners dan tussen 1906 en 1913, de huidige bevolkingsaantallen zijn teruggevallen tot een honderdtal inwoners.
Vlak bij het dorp werd reeds van in de 15e eeuw met periodes lood ontgonnen in een mijn. Na de Tweede Wereldoorlog is de exploitatie stopgezet.

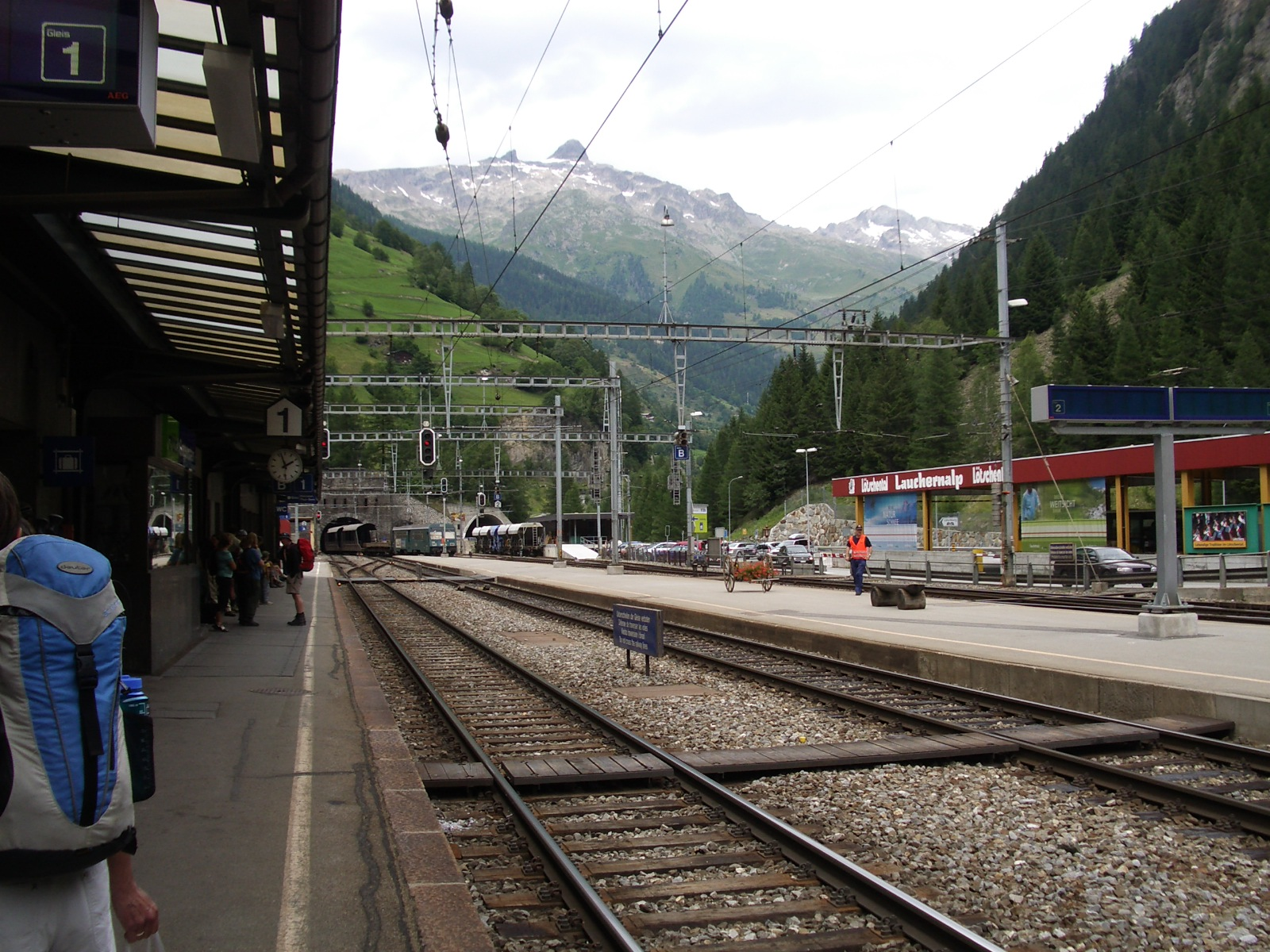
Station Goppenstein met Lötschbergtunnel